# Élisabeth Sonrel
Élisabeth Sonrel (Tours, 1874 - Sceaux, 1953) fue una pintora e ilustradora modernista francesa. 

## Carrera artística

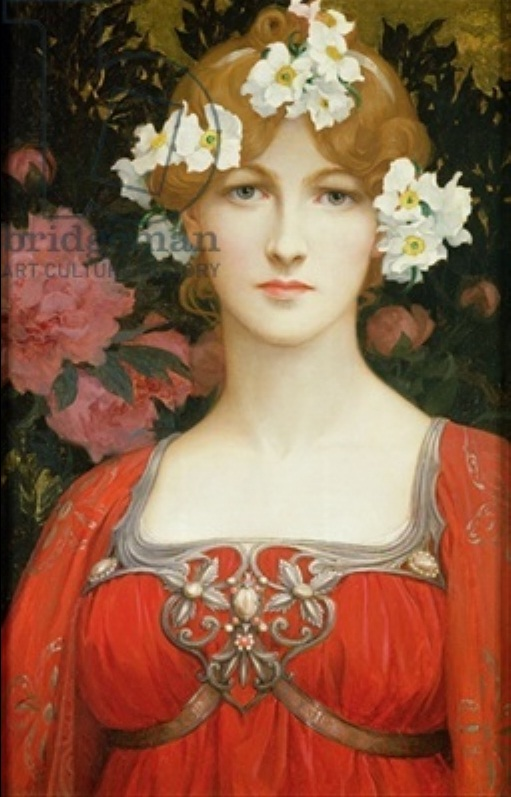
Joven con una diadema de flores blancas, obra de Élisabeth Sonrel.

Su padre era pintor y fue su primer maestro. Completó su formación en la Escuela de Bellas Artes de París y fue discípula de Jules Joseph Lefebvre.
Expuso en el Salón de París desde 1893 hasta 1941. 
Después de un viaje a Florencia y a Roma, su obra pasó a formar parte del estilo prerrafaelista, por la influencia del arte del Renacimiento y del pintor Sandro Botticelli. 
Su pintura también estaba inspirada en las leyendas del Rey Arturo y de la Edad Media, en la Divina Comedia de Dante Alighieri y en pasajes bíblicos. Sus obras son de carácter alegórico, místico o simbólico.
En la Exposición Universal de París de 1900, consiguió una medalla de bronce. También obtuvo un premio de 3000 francos de la Academia de Bellas Artes de París.